# Maureen Starkey Tigrett
Maureen Starkey Tigrett, Mo, született: Mary Cox (Liverpool, 1946. augusztus 4 – 1994. december 30.) angol fodrásznő. A The Beatles dobosának, Ringo Starrnak az első felesége. 
Maureen és Ringo a Cavern Clubban ismerkedtek össze, ahol a Beatles rendszeresen fellépett. Maureen akkor még fodrásztanuló volt. 1965-ben Londonban házasodtak össze, 1975-ben váltak el. Három gyermekük született, Zak Starkey, Jason és Lee. Maureen 1994. december 30-án leukémiában halt meg. Halálos ágyánál családja mellett ott volt Ringo is.

## Maureen és Ringo
Maureen 15 évesen már rendszeresen járt a Cavernbe. Visszaemlékezéseiben elmondta, hogy a nyitás előtti sorban állás, a zsivaj, a tülekedés rémisztő volt, de különösen az ajtónyitás utáni, bejutásért vívott adok-kapok vált mindig kegyetlenné a rajongó lányok között. Egyszer fogadásból megcsókolta Paul McCartney -t, de igazából Ringóhoz vonzódott. Alig várta, hogy őt is megcsókolhassa, autogramot kérhessen tőle, de hetek teltek el, mire a dobos észrevette őt. Ringo elmondása szerint nem emlékszik az első találkozásukra, mert óriási tömeg tolakodott körülötte. Maureen elmondta, hogy egyáltalán nem volt tanácsos nyíltan barátnőjének lenni bármelyik Beatles-tagnak is, mert az elvakultan szerelmes rajongó lányok képesek lettek volna megölni. Egyszer neki is megkarmolták az arcát.
1964. június 3-án, egy nappal egy külföldi turné előtt Ringo mandulagyulladással kórházba került. Maureen minden nap meglátogatta, és mire felépült, már egy pár voltak.

## A házasságuk
Miután Maureen állapotos lett, a Beatles menedzsere, Brian Epstein villámgyorsan elrendelte a házasságkötésüket, reménykedve abban is, hogy sikerül az ügyet titokban tartani, mert a rajongók hisztériás rohamai kiszámíthatatlanok lettek volna. George Harrison tréfásan meg is jegyezte, hogy kettőt már befogtak (John Lennon és Ringo), kettő még „szabadlábon” van (Paul és George). Epstein úgy rendelkezett, hogy az együttes tagjai az ő háza közelében lakjanak, így Maureen Cynthia Lennon és Pattie Harrison közelében élt. Élvezte is a társaságukat, gyakran töltötték együtt szabadidejüket, együtt jártak vásárolni és közösen ünnepelték a karácsonyt. Ringo egy fodrászüzlet-hálózatot akart szervezni Maureennek, de ezt a tervet a későbbi időkre kellett halasztani, mert a fiatalasszonyt lekötötte a gyermeknevelés és a Beatle-feleségek sajátos élete: részvétel fogadások, partik, rendezvények hosszú során, vagy egyszerűen egész éjjel meleg vacsorával várni haza Ringót a lemezfelvételek idején. Emellett az ő dolga volt a rajongói levelek ezreinek az olvasása és megválaszolása is.
Maureen nagy néha maga is közreműködött a lemezfelvételeken. Például vokálozott a The Continuing Story of Bungalow Bill-ben, de ott volt a híres tetőkoncerten is 1969-ben, amit az Apple Corps szervezett a Let It Be című film felvételéhez.

## Születésnapi dal Frank Sinatrától
Maureen 1968-ban ünnepelte 22. születésnapját. Erre az alkalomra Ringo jó barátja, Frank Sinatra egy korábbi dalát újra felvette Sammy Cahn új szövegével, amely Maureennek szólt. A kislemez Los Angelesben jelent meg, Ringo ezzel a lemezzel ajándékozta meg párját születésnapján.

## Gyermekeik
Zak Starkey 1965. szeptember 13-án született, éppen azon a napon, amikor a Beatles egyik nagy slágere, Yesterday megjelent a boltokban. Maureen azt mondta Zakról, hogy azt szeretné, ha Ringóra hasonlítana, de nem feltétlenül kell az apja nyomdokaiba lépnie. Második fiuk, Jason 1967-ben, lányuk, Lee 1970-ben született.

## A válás
1970-ben feloszlott a Beatles. Ez Ringóra nagyon rossz hatással volt. Házastársi hűtlenkedései egyre gyakoribbá váltak, és alkoholizmusa is súlyosbodott. Később Ringo Pattie Harrisontól tudomást szerzett arról, hogy Maureen is megcsalta őt George Harrisonnal. A házasságuk romokban hevert. Maureen ezzel együtt nem akart válni, de 1975-ben betelt a pohár, amikor Ringo viszonyt kezdett Nancy Lee Andrews amerikai modellel. 1975. július 17-én elváltak. A válás után Maureen mély depresszióba esett, öngyilkosságot is megkísérelt.

## A válás utáni élete
Maureen 1976-tól Isaac Tigrett -tel élt együtt, aki egyike a Hard Rock Cafe és a House of Blues megalapítóinak. 1987-ben lányuk (Augusta King Tigrett) született, 1989-ben Monacóban összeházasodtak. 
1980 decemberében Cynthia Lennon, John exfelesége éppen Maureen lakásán tartózkodott Londonban, amikor megcsörrent a telefon, amit Maureen vett fel. Akkor tudták meg az Amerikából telefonáló Ringótól, hogy John Lennont lelőtték, és 2 órája halott.
Maureen Starkey Tigrett 1994-ben az otthonában, leukémiában halt meg.